# Журавлиный крик
Журавлиный крик (бел. Жураўліны крык) — повесть белорусского писателя Василя Быкова, изданная в 1959 году. Повествует о жизненных историях шести красноармейцев, которые, оказавшись в сторожке на железнодорожном переезде, вместе боролись, дружили, спорили, страдали, рассуждали и погибли в боях с солдатами Вермахта.

## Сюжет
«Ліхая гадзіна вайны». Осень 1941 года. Россия. «Обычный» (звычайны) железнодорожный переезд со сломанным шлагбаумом на краю леса рядом с деревней. Полк Красной армии после боя отступает пешим строем по дороге. Возможно, что немцы его могут настигнуть на переходе. Шесть бойцов Красной Армии в пилотках, гимнастёрках, кирзовых сапогах и «заляпанных глиной» (аблепленых глінай) шинелях получают боевую задачу от капитана-комбата перекрыть дорогу на сутки. Они вооружены противотанковыми гранатами, винтовками со штыком, «пэтээрами» и пулемётом Дегтярёва. После ухода батальона красноармейцы принимаются укреплять свою позицию (траншея, бруствер, окопы) с помощью сапёрных лопаток. Далекая пулеметная очередь настораживает бойцов, потому что означает, что «немцы» их обошли. Впав в отчаяние, Пшеничный думает о сдаче в плен немцам («і немцы — людзі»). Ночью в железнодорожной «хибарке» Свист готовит в печке кашу из горохового концентрата Глечика и взятого без спроса у Пшеничного сала.
Все понимают, что завтрашний день будет днем смертельного боя. Под покровом темноты Пшеничный решается на предательство: идёт сдаваться немцам, успокаивая себя рассуждениями, что всё равно полк разобьют, а он не ищет для себя ничего, кроме перспективы устройства спокойной и достойной жизни, пусть даже не сразу, пусть даже немцы потребуют от него выдать известные ему военные тайны. Однако немцы, не проявив к нему никакого интереса, просто расстреливают его на краю деревни. Предатель Пшеничный кричит страшным воем в момент, когда понимает свою гибель. Стоящий в дозоре Фишер замечает приближение немецких мотоциклистов, он открывает огонь и убивает из винтовки офицера в коляске. Однако его самого сражают автоматные очереди врага. Отряд Карпенко приготовился к бою. Свист из ПТР подбивает два бронетранспортера, а старшина расстреливает из «дегтяря» два немецких мотоцикла. Остальные бойцы также участвуют в отражении первой атаки. Получив отпор, немцы на время отступают. Затем Свист пытается обобрать погибших немцев, однако Карпенко пресекает мародёрство. Немецкие дорогие часы он разбивает вдребезги, но трофейный немецкий пулемёт MG 34 приходится весьма кстати.
Ко второй атаке немцы подготовились более основательно. В бой идут танки. Один из них удаётся подбить, но залп второго приводит в негодность единственное противотанковое ружьё. Тяжелое ранение получает старшина Карпенко. Тогда Свист подрывает гранатой танк на мосту, пожертвовав собственной жизнью. Немцы прекращают атаку. Считая бесперспективным дальнейшее сопротивление, Овсеев убегает с позиции, однако его как дезертира убивает Глечик, который остаётся один рядом с умирающим командиром. Во время затишья Глечик видит в небе улетающих журавлей и испытывает чувство отчаяния (роспач). Немцы готовятся к очередной атаке, разворачивают артиллерийские орудия, подходят их новые силы, скоро немцы снова пойдут в атаку, следуя за танками. Чувство безысходности (журбота) Глечика усиливается, но он лишь сильнее сжимает гранату в своём окопе. Приказ удерживать боевую позицию до исхода дня должен быть выполнен. Маленький отряд красноармейцев заставил врага развернуть против себя большие силы, отнял у врага много времени, нанес врагу большие потери..

## Действующие лица
- Григорий Карпенко (Рыгор Карпенка) — командир группы, коренастый широколицый старшина с решительным взглядом, грубоватым голосом и тяжелой челюстью. «Прошел финскую войну» .
- Борис Фишер (Барыс Фішар) — «учёный» из Ленинграда (кандидат искусствоведения, специалист по итальянской скульптуре) в очках с «чёрной металлической оправой», высокий, «сутулый боец», с забинтованной шеей. Его неизменным спутником является биография Челлини. Кличка — «учёный».
- Василь Глечик (Васіль Глечык) — рядовой «с печальными глазами», «тихоня» из Беларуси (Бешенковичский район). До войны год учился в Витебске. Самый младший боец в роте. Кличка — «салага».
- Витька Свист (Віцька Свіст) — белобрысый «пэтээровец», «жуликоватый с виду парень», «блатняк» из Саратова. Два года провёл в тюрьме. До войны работал на Сахалинских шахтах, а затем матросом в Татарском проливе. Своих товарищей называл кличками.
- Иван Пшеничный (Іван Пшанічны) — коренастый, неповоротливый и «мордастый». Сын раскулаченного. Получил кличку «Мурло».
- Алик Овсеев (Алік Аўсееў) — хитрый «чернявый красавец» c «цыганскими глазами». Сын военврача-подполковника. До войны учился в ленинградском артиллерийском училище. Получил кличку «Панич».

## Экранизация
В 1975 году киностудия «Беларусьфильм» экранизировала произведение. В фильме «Долгие вёрсты войны» первая часть состоит из сюжета, взятого из повести. При этом в экранизации имеется отступление от повести (сценарий экранизации самого В.Быкова). Тема предательства сужена до одного случая с Пшеничным. Овсеев не становится предателем, наоборот, устыдившись своей минутной слабости, когда он зовет Глечика покинуть позицию, он решается на подвиг и погибает, подбив немецкий танк. Также имена "Глечик" и "Фишер" были изменены на "Климчук" и "Фалин" соответственно.